# Halotrichit
Halotrichit, auch als Federalaun, Bergbutter, Eisenalaun bzw. -salz oder Haarsalz bekannt, ist ein eher selten vorkommendes Mineral aus der Mineralklasse der „Sulfate (und Verwandte)“ mit der chemischen Zusammensetzung Fe2+Al2[SO4]4·22H2O und damit chemisch gesehen ein wasserhaltiges Eisen-Aluminium-Sulfat.
Halotrichit kristallisiert im monoklinen Kristallsystem und entwickelt meist faserige Aggregate und krustige Überzüge, seltener auch nadelförmige Kristalle mit einem glasähnlichen Glanz auf den Oberflächen. In reiner Form ist Halotrichit farblos und durchsichtig. Durch vielfache Lichtbrechung aufgrund von Gitterfehlern oder polykristalliner Ausbildung kann er aber auch durchscheinend weiß sein und durch Fremdbeimengungen eine hellgraue, hellgelbe oder hellgrüne Farbe annehmen.

## Etymologie und Geschichte
Benannt wurde Halotrichit nach dem lateinischen Wort halotrichum für Haarsalz, ursprünglich aus altgr. ἅλς háls „Salz“ und θριξ thríx, Genitiv τρίχος tríchos „Haar“. Erstmals wissenschaftlich beschrieben wurde Halotrichit 1839 von Ernst Friedrich Glocker, wobei dieser verschiedene Fundorte für das Mineral aufzählte: Mörsfeld im Zweybrückenschen, Artern in Thüringen, Obergrund unweit Zuckmantel in Schlesien, in Böhmen, Ungarn usw.
Für den Halotrichit sind bisher jedoch weder eine Typlokalität (erster Fundort) noch Typmaterial als Referenz für dessen chemische und kristallographische Analyse definiert.
Da der Halotrichit bereits lange vor der Gründung der International Mineralogical Association (IMA) bekannt und als eigenständige Mineralart anerkannt war, wurde dies von ihrer Commission on New Minerals, Nomenclature and Classification (CNMNC) übernommen und bezeichnet den Halotrichit als sogenanntes „grandfathered“ (G) Mineral. Die seit 2021 ebenfalls von der IMA/CNMNC anerkannte Kurzbezeichnung (auch Mineral-Symbol) von Halotrichit lautet „Hth“.

## Klassifikation
In der letztmalig 1977 überarbeiteten 8. Auflage der Mineralsystematik nach Strunz gehörte der Halotrichit zur Mineralklasse der „Sulfate, Chromate, Molybdate und Wolframate“ (einschließlich einiger Selenate und Tellurate) und dort zur Abteilung „Wasserhaltige Sulfate ohne fremde Anionen“, wo er zusammen mit Apjohnit, Bílinit, Dietrichit, Pickeringit und dem bisher als fragliches Mineral geltenden Redingtonit die „Halotrichit-Reihe (Federalaune)“ mit der Systemnummer VI/C.06 bildete.
In der zuletzt 2018 überarbeiteten Lapis-Systematik nach Stefan Weiß, die formal auf der alten Systematik von Karl Hugo Strunz in der 8. Auflage basiert, erhielt das Mineral die System- und Mineralnummer VI/C.12-020. Dies entspricht ebenfalls der Abteilung „Wasserhaltige Sulfate, ohne fremde Anionen“, wo Halotrichit zusammen mit Apjohnit, Bílinit, Caichengyunit, Dietrichit, Pickeringit, Redingtonit und Wupatkiit die „Halotrichitgruppe“ mit der Systemnummer VI/C.12 bildet.
Auch die von der IMA zuletzt 2009 aktualisierte 9. Auflage der Strunz’schen Mineralsystematik ordnet den Halotrichit in die Abteilung der „Sulfate (Selenate usw.) ohne zusätzliche Anionen, mit H2O“ ein. Diese ist allerdings weiter unterteilt nach der relativen Größe der beteiligten Kationen. Das Mineral ist hier entsprechend seiner Zusammensetzung in der Unterabteilung „Mit ausschließlich mittelgroßen Kationen“ zu finden, wo es ebenfalls als Namensgeber die „Halotrichitgruppe“ mit der Systemnummer 7.CB.85 und den weiteren Mitgliedern Apjohnit, Bílinit, Caichengyunit, Dietrichit, Pickeringit, Redingtonit und Wupatkiit bildet.
In der vorwiegend im englischen Sprachraum gebräuchlichen Systematik der Minerale nach Dana hat Halotrichit die System- und Mineralnummer 29.07.03.02. Dies entspricht ebenfalls der Klasse der „Sulfate, Chromate und Molybdate“ und dort der Abteilung „Wasserhaltige Säuren und Sulfate“, wo das Mineral zusammen mit Apjohnit, Bílinit, Dietrichit, Pickeringit, Redingtonit und Wupatkiit in der „Halotrichitgruppe (monoklin mit 22 H2O)“ mit der Systemnummer 29.07.03 innerhalb der Unterabteilung „Wasserhaltige Säuren und Sulfate mit A(B)2(XO4)4 × x(H2O)“ zu finden ist.

## Kristallstruktur
Halotrichit kristallisiert monoklin in der Raumgruppe P21/a (Raumgruppen-Nr. 14, Stellung 3) mit den Gitterparametern a = 21,26 Å; b = 24,26 Å; c = 6,19 Å und β = 100,3° sowie 4 Formeleinheiten pro Elementarzelle.

## Eigenschaften
Halotrichit ist wasserlöslich. Aus diesem Grund können Kristalle bei hoher Feuchtigkeit zerfließen. Unter trockenen Bedingungen kann das Kristallwasser, ähnlich wie bei anderen Sulfaten, abgegeben werden, wobei das Mineral zerfällt.

## Bildung und Fundorte
Halotrichit bildet sich normalerweise sekundär durch Oxidation aus Pyrit. Er wird aber auch an Fumarolen, Solfataren und Thermalquellen als Ausblühungen in verwitternden Sulfidablagerungen gefunden. Begleitet wird Halotrichit von verschiedenen anderen Sulfaten wie unter anderem Alunogen, Copiapit, Epsomit, Gips und Melanterit.
Als eher seltene Mineralbildung kann Halotrichit an verschiedenen Fundorten zum Teil zwar reichlich vorhanden sein, insgesamt ist er aber wenig verbreitet. Weltweit sind bisher rund 470 Vorkommen für Halotrichit dokumentiert (Stand 2025), so unter anderem Catamarca, Salta und San Juan in Argentinien; in einigen Regionen von Australien; Departamento Oruro und Departamento Potosí in Bolivien; bei Chaskowo in Bulgarien; in vielen Regionen von Deutschland; Finnland; an der Solfatara von Pozzuoli in Italien; Iran; Nova Scotia, Québec und Yukon in Kanada; Chile; Volksrepublik China; Kärnten, Salzburg und Steiermark in Österreich; sowie in vielen Regionen von Ungarn und den USA.